# 藤林温子
藤林 温子（ふじばやし あつこ、1992年10月16日 - ）は、毎日放送（MBS）のアナウンサー。所属部署（総合編成局アナウンスセンター）では、入社9年目の2023年5月から「主事」（係長級のポスト）に就いている。また、MBSを含むJNN・JRN加盟局の優秀なアナウンサーを表彰するアノンシスト賞で、2020年度にCM部門の最優秀賞を受賞した。

## 経歴
福井県坂井郡金津町（現在のあわら市）の出身で、ニックネームは「ぬっく」「アッコ」「ベジちゃん」「あってぃ」「ばやし」「あっちゃん」「温林藤子 （あつばやし・ふじこ）」「ぺけ」（2022年9月11日ヤングタウン日曜日にて、リスナーから命名された）など。
北陸高等学校を経て法政大学理工学部機械工学科卒業後の2015年に、アナウンサーとして毎日放送へ入社した。同期入社のアナウンサーは森本尚太と玉巻映美で、2019年からは、「虎」（タイガー）をシンボルマークに使用している阪神タイガース関連の番組・企画へ参加する際に「藤林虎子」（ふじばやし・とらこ）という名義を用いている。
毎日放送への入社直後は、新人研修の一環として、同期入社の社員14名と共に『痛快!明石家電視台』（MBSテレビ）の「MBSアナウンサー大集合2015」を見学。その模様が2015年5月4日放送分のオープニングで紹介されたことから、玉巻・森本と共に事実上の「番組デビュー」を果たした。また、同年7月15日（水曜日）には、浴衣姿で玉巻・森本と共に『ちちんぷいぷい』（MBSテレビ）へ初出演。同番組で「ちちんぷいぷい2015 話したくなる夏」（期間限定の特別企画シリーズ）を放送していた同年8月には、玉巻・森本と交互に、「子どももしかめ選手権」（生中継による小学生向けのけん玉タイムトライアル企画）の進行役などを務めた。
2015年10月からは、『ちちんぷいぷい』の月曜日で、「藤林温子の連続たまご紀行」（VTRロケコーナー）を担当。同期の森本・玉巻より先に、テレビ番組でのレギュラー出演を果たした。さらに、11月24日から期間限定で展開された「ラッキーパン大作戦」（レギュラーアナウンサーで先輩の大吉洋平・福島暢啓・豊崎由里絵とヤマザキパンによるコラボレーション企画）では、市川義一（女と男）と共に「宣伝部員」を務めた。
2016年には、選抜高等学校野球大会期間中のダイジェスト番組『みんなの甲子園』（MBSテレビ）で、玉巻と交互にキャスター・赤星憲広のアシスタントを担当。さらに、MBSテレビで4月から『ケンゴローサーカス団』（8月2日放送分から「ケンゴロー」に改題）が始まったことを機に、同番組の進行役兼ナレーターに抜擢された。
法政大学で機械工学を専攻していたことから、理系の話題を『ちちんぷいぷい』や特別番組で扱う場合に、進行役やリポーターを随時担当している。2017年10月5日から2019年3月21日までは、『ちちんぷいぷい』の木曜日で、全編のアシスタントと「こつこつのコツ」（16時台後半のVTRロケコーナー）のリポーターを兼務。2018年1月からは、福井県の「ふくいブランド大使」としても活動している。
2019年には、高校野球に加えて、阪神タイガース関連の取材リポートも定期的に担当。毎日放送が同年の日本プロ野球シーズン中に「タイガース全力応援宣言　ぶち破れ!MBSがヤル」（阪神の応援キャンペーン）を展開することに伴って、先輩のスポーツアナウンサー・井上雅雄や『MBSベースボールパーク』（毎日放送がテレビ・ラジオで放送するプロ野球中継）のフィールドキャスター・狩野恵輔（元・阪神捕手および外野手）と共にキャンペーンキャラクターを務めていた。また、プロ野球シーズン中の月曜日には、『上泉雄一のええなぁ!』への生出演と並行しながら、担当コーナーの合間に『ミント!』（放送時間が重なるMBSテレビの総合情報番組）で「ぶち破れ!私、藤林虎子になります!!」（阪神ファンの目線による企画コーナー）も進行していた。2020年には、上記の企画を『ちちんぷいぷい』内で継続。この年から2021年までは、テレビ・ラジオを通じて阪神関連の取材リポートを本格的に担当していた。
2019年には自身の意思で、『ランウェイで笑って』（毎日放送などの制作で2020年1月11日未明から「アニメイズム」B2枠で放送のテレビアニメ版）の声優オーディションに挑戦。実際に合格を勝ち取ったことから、須東晴香（高校2年生の新人ファッションモデル）役で声優デビューを果たしている。
2019年3月には、『せやねん!』（生放送のテレビ番組）のロケ企画に出演。このロケで共演していた、お笑いコンビからし蓮根の伊織との婚姻届を、2020年9月12日（伊織の27歳の誕生日）に共同で提出した。藤林家の実子が温子を含む2人姉妹であることを背景に、藤林の実父から懇願を受けた伊織が婿養子になったため、藤林の本名は婚姻期間中も藤林 温子であった。藤林は結婚後もアナウンサーとして毎日放送へ勤務。テレビ・ラジオ番組での「夫婦共演」も相次いでいた。
毎日放送は2021年4月1日付でラジオ放送事業を「株式会社MBSラジオ」へ移管。テレビ単営局へ移行したが、藤林はアナウンス職のまま毎日放送の総合編成局（移管を機に新設）へ在籍する一方で、株式会社MBSラジオが制作・放送する番組にも「MBSアナウンサー」として出演している。
2021年の4月改編からは、『よんチャンTV』（『ちちんぷいぷい』『ミント!』の後継番組）火曜日のアナウンサー企画に起用。MBSラジオが月曜日に『よんチャンTV』と同じ時間帯に編成している生放送のレギュラー番組については、『上泉雄一のええなぁ!』を同年3月29日（『よんチャンTV』初回放送日）で降板した一方で、『タイガース全力応援宣言　MBSマンデーベースボールパーク』（2020年3月23日から通年で放送）のパーソナリティを「藤林虎子」名義で最終回（同年9月27日）まで井上とのコンビで続けていた。その一方で、兼営局時代に収録した鶴橋風月ラジオCMでのナレーションが高く評価された結果、第46回（2020年度）のアノンシスト賞・CM部門で最優秀賞を受賞している。
2022年に入ってからは体調が優れず、2019年4月からレギュラーで出演していた『せやねん!』をはじめ、生放送のレギュラー番組（『よんチャンTV』など）を2022年3月末で一斉に降板。降板を機に毎日放送を休職した上で、実家での療養に専念していた。休職期間中の5月11日には、価値観の相違を理由に、伊織との離婚届を同月1日に提出していたことが報じられた。同年7月6日にMBSラジオで放送された『メッセンジャーあいはらのYouはこれから!』（休職前から不定期で出演していた生ワイド番組）から、毎日放送アナウンサーとしての活動を再開。伊織との離婚を経て、毎日放送への復職を機に独身生活を再開したことを自ら明かした。
その一方で、2023年には、毎日放送のアナウンサーとしては初めての『MBSベースボールパーク』（ラジオ版）スタジオアシスタントを火・水曜日に担当。阪神が対読売ジャイアンツ戦（阪神甲子園球場でのナイトゲーム）中継で2005年以来18年振りにセントラル・リーグでの優勝を決めた9月14日には、MBSラジオを代表して、阪神の優勝記念祝賀会で「ビールかけ」中の選手インタビューを敢行した。もっとも、スタジオアシスタントを担当したのは2023年のみで、2024年4月4日からは『ヤマヒロのぴかッとモーニング』（MBSラジオで前月まで50年にわたって放送されていた『ありがとう浜村淳です』平日版の後継番組）で毎週木曜日に「ヤマヒロ」（『ちちんぷいぷい』で共演していた関西テレビ出身のフリーアナウンサー・山本浩之）のパートナーを務めている。

## 人物・エピソード
- 実父は麻酔科医で、福井県内の大学病院に勤務。藤林自身も、医療ドラマのサウンドトラックを愛聴している[16]。実母は、小浜市出身。
- 福井県内で過ごした高校生時代までは極度の人見知りで、本人曰く「高校の担任教師から大学への進学を危ぶまれるほど」だったという。もっとも、その教師から「人見知りを克服するためには、アナウンサーになるつもりで（人前で）話せるようになった方が良い」と勧められたことをきっかけにアナウンサーを志望。「『女性アナウンサーの出身学科としては異色』と見られそうな学科にあえて身を置きながらアナウンサーを目指したい」という思いから、放送局のアナウンサーに採用されなかった場合の進路も視野に入れつつ、法政大学理工学部の機械工学科を進学先に選んだという。日本科学未来館へ10回以上足を運ぶなど、学生時代から科学館を頻繁に訪問[17]。家電製品への関心も高く、大学時代には、食材に満遍なく焼き色を付けられるようなトースターの研究に取り組んでいた[18]。家電製品に故障をもたらした部品を特定する目的で、洗濯機などの製品を自力で分解したこともある[19]。
- 卵を使った料理全般や、名前に「～茶」と付く飲み物・スイーツが好物。『ちちんぷいぷい』で初めて担当したレギュラーコーナー「連続たまご紀行」や、毎日放送公式サイトアナウンサーページ内へ最初に設けた公式ブログ『ほっとくつろぐ温茶時間（あってぃたいむ）』というタイトルは、このような嗜好に由来している。
- 特技は、幼少期から15年間にわたってレッスンを受けてきたモダン・バレエ[20]、大学時代に学業の一環で経験した溶接[5]、うつ伏せの体勢から右足だけで座布団を回すこと。
  - 座布団回しについては、うつ伏せで本を読んだりテレビのリモコンを操作したりしながら、最長で1時間ほど続けられるという。2016年9月12日の『痛快!明石家電視台』で放送された「MBSアナウンサー大集合スペシャル第2弾」では、明石家さんまなどのレギュラー陣や大勢の先輩アナウンサーを前に、自前の座布団を使ってこの特技をテレビ番組で初めて披露した[21][22]。この一件でさんまから「座布団を回せるアナウンサー」として認識されたため、2017年以降も同種の企画へ出演するたびに、さんまからの指名で座布団を回している。2019年4月改編からレギュラー陣に加わった『せやねん!』の企画で、同年6月のG20大阪サミット取材中には高級ホテル前の路上、同年10月にはなんばグランド花月の舞台でも披露した。
- 出生から高校時代までを福井県内、大学時代を東京で過ごしたことから、毎日放送への入社を機に初めて関西地方で生活している[23]。入社後の2016年1月9日には、同局および「年女（24歳）」の代表として、今宮戎神社（大阪市浪速区）の宝恵駕籠（ほえかご）行列で玉巻と共に宝恵駕籠への搭乗を経験した[24]。
- 他局の同期アナウンサーでは、諸國沙代子（読売テレビ）や上村彩子（TBSテレビ）と仲がいい。
- 2017年頃からは、テレビ・ラジオ番組へのレギュラー出演と並行しながら、自身が登場しない番組でナレーターを務める機会も多い。ナレーションを担当した同年5月31日放送の『僕が舞台を降りる日～芸人解散ドキュメント～』（松竹芸能所属の漫才コンビ「カブレラ」が芸歴11年目の同年3月に解散を決意するまでの日々に密着したドキュメンタリー）は、第55回（2017年度上半期）ギャラクシー賞・テレビ部門の奨励賞を受賞した[25]。もっとも、声優デビュー作である『ランウェイで笑って』のアフレコでは、田中亮（藤林の起用を決めた音響監督）からOKが出るまで50回以上のテイク（録り直し）を経験している。

## 出演番組

### 現在
- MBSニュース（テレビ・ラジオとも）
  - 2017年10月から2019年3月までの期間と2020年度は月曜深夜～火曜早朝[26]、2021年4月から9月までは火曜深夜～水曜早朝の宿直勤務（玉巻との隔週交代）を定期的に担当[27]。

毎日放送が在阪局でいち早く国際連合の「SDGメディア・コンパクト」へ参加していることを背景に、テレビ・ラジオ兼営局時代の2020年10月からは、国際連合が定める「SDGs17の目標」を啓発するアナウンサー企画にも参加している。
「SDGsのススメ」（2020年10月19日から2021年3月1日まで『ちちんぷいぷい』で毎週月曜日に放送されたロケ企画）では、12番目の目標（「つくる責任　つかう責任」）関連の取材を担当。他の担当アナウンサーより多く取材へ赴いていた。『ちちんぷいぷい』の終了後は、後継番組の『よんチャンTV』内で5秒間放送される「みんなでやろう!SDGs」で、12番目の目標達成に向けた標語紹介のVTRに登場。

#### テレビ
- 痛快!明石家電視台
  - 2016年から2020年までは、「MBSアナウンサー大集合スペシャル」を放送する場合に、アナウンサーの1人として参加。2019年までは前述した「座布団回し」を出演のたびに披露していたため、司会の明石家さんまから「足で座布団を回すことが得意なアナウンサー」として認識されていた。
  - 伊織との結婚後に収録された2020年（10月26日）放送分の「アナウンサースペシャル」では、伊織との結婚の決め手になったエピソードなどを告白。毎日放送への入社当初から「大谷翔平や明石家さんまクラスの大物でなければ、プロ野球選手やお笑い芸人との結婚を認めない」と公言していた実父を、伊織と対面させる前に「伊織さんにはさんまさんを越えさせる」との約束によって翻意させたことを明かした。さらに、収録回のタイトルが「実際どうなん!?MBS若手アナウンサースペシャル」にもかかわらず、夫の伊織が相方の杉本青空と共に飛び入りで収録に登場した[28]。
  - 2021年3月21日に生放送の特別番組『サンキュー!明石家電視台30周年! 30人×3時間でさんま大解剖!』からは、レギュラー版を含めて、2022年4月放送分までナレーターを務めていた。休職中は元・アシスタントの松本麻衣子（先輩アナウンサー）が代演扱いで復帰していたが、復職を機に、2022年8月の放送分からナレーションを再開。
- せやねん!
  - 「どこいこ?」（第1部のグルメ紹介コーナー）・第2部パネリスト：2019年4月6日 - 2022年3月26日
  - 「メチャ売れ!」（第1部）ナレーター：2023年3月4日 - 
    - 2019年3月30日放送分まで出演していた玉巻から、「どこいこ?」のプレゼンターを継承。毎日放送の女性アナウンサーがプレゼンターを代々務めている「どこいこ?」については、「温子」と「あそこ」とを掛ける格好で、藤林の担当期間中のみコーナー名を「あっこいこ!」に改めていた。また、後枠で編成されている『よしもと新喜劇』とのコラボレーションによる公開収録企画で、なんばグランド花月の舞台に本人役で立つ機会も相次いでいた。
      - 2019年10月12日の『18年と181日のご愛顧におこたえして　せやねん!大還元まつり』（7時間半の生放送による特別番組）では、自身と同時にレギュラー陣へ加わった先輩アナウンサー・山中真と共に出演。「アナウンサーなのに早口言葉で口が回らない」という設定からの流れで、新喜劇の座員や観客を前に座布団回しを披露した。
      - 2020年12月12日には、『せやねん！祝1000回 関西のみ～んなに感謝せんかい!スペシャル』の合間に『よしもと新喜劇』の放送枠が編成されたことに伴うコラボレーション企画「娘の勝手は、許せんねん！」に、伊織との夫婦共演を果たした（役柄は収録時点での実生活にちなんで「新婚旅行客」）[29]。

    - 2022年3月末からの一時休職を機に番組を離れていたが、2023年3月4日放送分から「メチャ売れ!」のナレーターとして復帰。2018年2月に毎日放送正社員としての定年を迎えてからも「シニアスタッフ」（嘱託扱いのアナウンサー）としてナレーションを担当していた柏木宏之の退社（嘱託契約期間満了）に伴う復帰で、柏木からの推薦を受けて担当を引き継いだ[30]。
- アプデしてる?
  - 2025年5月27日（火）からスタートした「イマドキめくる?」の実質的後継番組。奇数月最終火曜日25:29-25:59の深夜枠。藤林が後輩のアナウンサーと2人でVTRを見ながらトークする30分番組という点は引き継がれ、クイズの要素を追加し、「藤林をアプデ（アップデート）する」というコンセプトになっている。

#### ラジオ
- MBSベースボールパークシリーズ（2019年度から随時出演）
  - ナイターイン期間中に編成される『MBSベースボールパーク番外編』（日本プロ野球でナイトゲームの開催が最初から予定されていない日の特別番組）の2019年版には、前述した「ぶち破れ! 私、藤林虎子になります!!」からのスピンオフ企画として、「私、藤林虎子が電話します!!」（女性の阪神ファンと電話をつなぐ応援コーナー）を放送する場合に登場。伊織と結婚後の2021年版では、伊織との「夫婦共演」を果たしている。
  - 2019年のセ・パ交流戦期間中（6月10日 - 16日）に設定された「MBSラジオ　スペシャルウィーク」では、「タイガース全力応援宣言 - 」キャンペーンの一環で、「藤林虎子のミートボールパークへようこそ!」（阪神戦の中継や『番外編』『亀山つとむのスポーツマンデー!』内で実施されるリスナーへの牛肉プレゼント企画）のプレゼンターを担当。期間中の6月11日（火曜日）に福岡ヤフオク!ドームから放送された福岡ソフトバンクホークス対阪神のナイトゲーム中継（実況：井上雅雄、解説：金村、フィールドキャスター：狩野）では、阪神監督の矢野燿大に対する試合前取材の報告や上記企画の告知を兼ねて、同ドームの放送席からラジオのプロ野球中継に初めて出演した。
  - 2020年3月23日以降の月曜日には、『上泉雄一のええなぁ!』のコーナー出演に続いて、井上雅雄と共に『タイガース全力応援宣言　MBSマンデーベースボールパーク』（18:00 - 18:30）のパーソナリティを担当。『よんチャンTV』への出演開始・『上泉雄一のええなぁ!』からの降板後も最終回（2021年9月27日まで）続投したほか、『マンデーベースボールパーク』からの派生企画扱いで日・月曜日の『番外編』にも随時出演している。なお、『マンデーベースボールパーク』は2021年シーズン途中の9月20日で放送を終了。
  - 2020年度以降は、ナイターオフ期間限定で放送される以下の関連番組にレギュラーで出演している。
    - 2020年度：『MBSベースボールパーク土曜日　KAMEスポレディオ』（パーソナリティ）
    - 2021年度：『MBSベースボールパーク日曜日』（同上）
    - 2022年度：『MBSベースボールパーク土曜日』
      - 「虎子」（阪神ファンの女性）を代表する格好で、川上千尋（NMB48）と共に「虎子コーナー・すきだ虎」へ登場。
      - 2023年度 : 『MBSベースボールパーク土曜日』前年度に引き続き「ちっひー・バヤシのAREの時間」に出演。

  - 2023年には、毎日放送の女性アナウンサーとしては初めて、ナイトゲーム中継のスタジオアシスタントを火・水曜日で担当。担当日の中継が21:45までに終了した場合や、担当日に最初から中継を予定していない場合には、『ベースボールパークEXトラ!』（本来は火 - 木曜日のナイトゲーム中継における後座番組）のパーソナリティも務めていた。
- かけましておめでとう!（2018年から毎年1月2日の10時台から長時間生放送の新春特別番組）
  - 2019年からアシスタントを担当。木曜日に放送された2020年には、パーソナリティの1人である浅越ゴエ（ザ・プラン9）が途中まで『OBCグッドアフタヌーン!ラジぐぅ』（ラジオ大阪月 - 木曜ランチタイムの生ワイド番組）に出演していた関係で、浅越からの電話を通じた同時生放送によって、同局でも藤林の声が12:45頃からおよそ5分間流れた。
- 夕方もポチっとMラジ「メッセンジャーあいはらのYouはこれから!」（2021年10月 - 2022年3月、2022年7月 - ）
  - 前身番組に当たる『メッセンジャーあいはらの夜はこれから!』（2016 - 2020年度ナイターオフ期間の火 - 水曜夜間の生ワイド番組レーベル枠「MBSヨル隊」で水曜日に編成）で、2018・2019年度にアシスタントを担当[31]。「夕方もポチっとMラジ」（平日夕方の生ワイド番組レーベル枠）の新設に伴う改題と通年番組化に伴って、週替わりレギュラーの1人として登場していた。前述した休職期間をはさんで、2022年7月6日放送分から出演を再開。
  - 「夕方もポチっとMラジ」では、2023年4月から月 - 木曜日の16時台終盤（16:53 - 17:00）に内包されている「ポチっとMini枠」（毎日放送の現職アナウンサーから1名が週替わりでパーソナリティを務める事前収録のコーナー）にも、同月24 - 27日放送分に出演。
- 関宏美のラジオベジタ〜あなたと野菜と音楽と〜
  - 『dai-docoro☆ベジタ!』（毎日放送で2017年10月1日から6年半にわたって放送されていたミニ番組）からのスピンオフ番組で、2021年6月28日の『マンデースペシャル2』内で放送されたパイロット版から、関宏美（野菜ソムリエ）・榛葉健（毎日放送プロデューサー）と共に出演していた。
  - 2021年10月2日からは、レギュラー番組として毎週土曜日の7:30 - 8:00に放送。MBSラジオの番組表などでは休職期間中も関・榛葉と揃ってレギュラー陣に名を連ねているが、実際には同僚の女性アナウンサー（玉巻や山崎香佳など）が代演していた。復職を機に、2022年7月23日放送分から出演を再開。『dai-docoro☆ベジタ!』が2023年3月26日に終了してからも、単独で放送を続けている。
- コトノハ
  - 「コトノハ」（言葉）にこだわった毎日放送アナウンサー室制作の事前収録番組で、2021年10月4日から毎週月曜日（2023年9月25日までは21:45 - 22:00 → 同年10月2日以降は21:30 - 21:45）に放送。
- ヤングタウン日曜日（2022年10月2日 - 、毎月最終週以外の放送にレギュラー出演）
  - 休職する前から不定期で出演。毎月最終週を除いてアシスタントを務めていた森本尚太が、自身が復職するタイミングで毎日放送を2022年内に退社する意向を公表したこと[32]を受けて、森本からアシスタントを正式に引き継いだ。レギュラー出演の開始を機に、MBSラジオで本番前の時間帯（基本として日曜日の19:30前後）に編成されている『MBSニュース』『お天気のお知らせ』も定期的に担当。
- TOROMI RADIO（毎週日曜日16:30 - 17:00、2023年5月 - ）- 「スクープリポーター」
  - 飲食店への取材リポートを、中野広大・前田春香（いずれも2023年3月から出演している後輩アナウンサー）と交互に担当。
- 裏方兼聞ROCK!（2021年度からスタートしたナイターオフ期間限定番組、毎週火曜・水曜・木曜20:00-20:55）- 2022年度から3シーズン連続で、火曜日にレギュラーで出演。
- ヤマヒロのぴかッとモーニング（木曜パートナー、2024年4月4日 -  ）

#### YouTube等
- MBSアナウンサー公式YouTubeチャンネル「ウラオモテレビ」
  - 毎日放送総合編成局アナウンスセンターでの業務の一環として制作されているYouTubeチャンネルで、2023年に産前産後休暇を取得した同期の玉巻映美の後任として、制作スタッフの一員として出演の他に撮影補助等を行っている（玉巻の復職後も制作担当を継続）。
- MBSアナウンサー公式ポッドキャスト「とろっと、おんたま。」
  - ポッドキャスト版「ウラオモテレビ」として2024年8月2日に配信を開始したオリジナルポッドキャスト番組（毎週金曜日19:00頃に新作を配信）。同期の玉巻と2人でぶっちゃけトークを繰り広げる。タイトルは煮え切らない感情を「吐露」するという意味と、2人の名前である温子の「温」と玉巻の「玉」を掛けている。

### 過去

#### テレビ
- ちちんぷいぷい
  - 前述した「連続たまご紀行」（2016年5月から2017年までは「朝ごはん食べよッ!」）に加えて、特別企画にも随時出演。2017年の「ぷいぷい夏のスペシャルウィーク」期間中（7月31日 - 8月4日）の放送では、毎日放送本社のM館1階で開催の公開イベント「ちちんぷいぷい ひやガーデン」会場からの生中継リポートを、5日間にわたって担当した。
  - 2016年10月10日（月曜日・体育の日）放送分では、「朝ごはん食べよッ!」を休止する一方で、びわ湖バレイ（滋賀県）からの生中継リポートに臨んだ。テレビ番組の生中継でリポーターを務めたのは初めてで、以降の放送でも、情報系の取材（主にVTRリポート）を随時担当。2017年には、1月から3月まで「水曜生中継」のリポーターを月に1回[33] 担当した後に、4月から9月まで毎週「月曜からハッピー生中継」のリポーターを務めた[34]。
  - 2017年5月以降の水曜日には、本来のアシスタントである豊崎がスタジオへ登場できない場合に、アシスタント代理として全編に出演することがある。同年10月5日以降は、番組開始以来（2度の産前産後休暇をはさんで）18年間出演してきた先輩アナウンサー・古川圭子の後任として、木曜日のアシスタントをレギュラーで担当。「こつこつのコツ」（16時台後半のロケコーナー）のリポーター・VTRナレーターや、不定期で放送される「南光さんと美術館にいこう!」のナレーター（2018年2月以降）も兼務していた。
  - 実家のあるあわら市が平成30年の大雪に見舞われていた2018年2月11日には、豪雪取材の一環で、自身の幼少期を知る同市在住の関係者などを相次いで訪問。自身がアシスタントを務める同月15日放送分では、「こつこつのコツ」を休止したうえで、その模様を自ら紹介した。
  - 『ちちんぷいぷい』の再編や「こつこつのコツ」の終了などに伴って、2019年3月21日放送分でアシスタントを降板。同月4月4日放送分からは、古川が再び木曜日のアシスタントを務めている。ただし、降板後も報道系の生中継や、ロケ企画のリポーターとして出演することがあった。
  - 2020年4月の改編で月 - 木曜日に新設されたスポーツ特集コーナー（「嗚呼!花の応援マン2020」→「あしたのために フレ!フレ!スポーツ」）へ「藤林虎子」名義の企画が組み込まれたことを機に、6月12日から毎週金曜日の「フレ!フレ!スポーツ」でレギュラー出演を本格的に再開。「SDGsのススメ」など、他の取材企画も随時担当していた。
- ケンゴローサーカス団 → ケンゴロー
  - 『ケンゴローサーカス団』時代は、スタジオ進行（アシスタント）とナレーターを兼務。オールロケで収録した内容を放送する場合には、ロケに同行せず、ナレーションに専念することがあった。
  - オールロケ形式へ移行した『ケンゴロー』では、玉巻と交互にロケの進行役を担当。しかし、ロケを収録する月曜日の夕方に『ちちんぷいぷい』で上記コーナーのスタジオ進行・報告を担当している関係で、実際にはロケに登場する頻度が少なかった。
- ガンバ大阪・新スタジアムこけら落とし生特番!～4万人と一緒に魅力大発見スペシャル～（2016年2月14日、スタジアムリポーター）
  - この日のPANASONIC CUP（Jリーグプレシーズンマッチ・ガンバ大阪対名古屋グランパスエイト戦）から本格的に運用を開始した市立吹田サッカースタジアムの紹介と、試合のダイジェストを兼ねた特別番組。
- 僕が舞台を降りる日～芸人解散ドキュメント～（2017年5月31日、ナレーター）
- ツウぶってる芸能人はリアル通?芸能界スッカスカ博覧会（2017年9月26日、アシスタント兼リポーター）
  - MBSテレビ・TBS系全国ネットの特別番組で、『ケンゴローサーカス団』に続いて、MCの浜田雅功（ダウンタウン）と共演した。「京都通芸能人」の1人として出演した西村和彦の京都ロケにも同行。
- みんなの甲子園 （2016年から玉巻、2018年には森本尚太を加えた3人、2019年には単独でアシスタントを担当）
  - 『上泉雄一のええなぁ!』の月曜日で共演している金村義明（野球解説者で1981年の第63回全国高等学校野球選手権大会優勝投手）からは、『熱闘甲子園』（朝日放送テレビとテレビ朝日の共同制作による夏の全国高等学校野球選手権大会ダイジェスト番組）のキャスターを長らく担当しているヒロド歩美（朝日放送テレビアナウンサー→フリーアナウンサー）と比較する意味で、「春は藤林（から[35]）、夏はヒロド」という称号を付けられている。
- 吉本陸上競技会 （2016年・2019年） - フィールドリポーターと場内アナウンスを担当。
- 選抜高等学校野球大会 - 2017年（第89回大会)）と2018年（第90回大会）の決勝戦テレビ中継において、阪神甲子園球場アルプススタンドからの応援リポートを担当。
- dai-docoro☆ベジタ!（2017年10月1日 - 2023年3月26日、毎週日曜日11:40 - 11:45[36]）
  - 鈴木浩治（シェフ）・関宏美（野菜ソムリエ）出演の料理番組（ダイエー神戸三宮店での収録番組）で、「ベジコちゃん」というトマトをあしらったアニメキャラクターの声（ナレーター）で出演。休職中および骨折による入院中の放送分では、玉巻が「ベジミちゃん」（「ベジコちゃんの姉」という設定のアスパラガスをあしらったアニメキャラクター）としてナレーションを代行している。
- オールザッツ漫才（2018年 - 2020年、アシスタント）
  - 伊織と結婚した2020年にも担当。からし蓮根もコンビとして出演していたことから、放送日（12月30日）までに挙行していなかった伊織との結婚式と披露宴が、他の出演芸人を交えたコント仕立てのサプライズ企画として放送中に組み込まれた。
- 神戸コレクション（2018年8月 - 2019年3月、敦士→ジャングルポケットと共にMCを担当） 
  - 2018年8月25日開催の『2018 AUTUMN/WINTER』から、2019年3月3日開催の『2019 SPRING/SUMMER』までMCに起用。
- ミント! 月・水曜日→木曜日（2019年4月8日 - 2020年3月26日）
  - プロ野球シーズン中（年度上半期）の月曜日には、『上泉雄一のええなぁ!』への出演を続けながら、「ぶち破れ! 私、藤林虎子になります!!」の取材リポートと進行を担当。このコーナーが16時台の前半に放送される場合には、同番組を中座していた（詳細後述）。
  - 「藤林虎子」名義での出演とは別に、水曜日（2019年度上半期）→木曜日（同年度下半期）には、16時台の前半に放送する特集のリポーターを本名で担当していた。
- MBSベースボールパーク（2019年 - 2021年）
  - 2019年には、阪神主催のデーゲーム（主に週末の甲子園球場開催分）を中継する場合に、当時『ミント!』で担当していた「ぶち破れ! 私、藤林虎子になります!!」との連動企画で、「藤林温子の温（オン）タイム」（中継のイニング間に放送される取材報告・インフォメーションコーナー）にのみ出演していた。
  - 中継日の試合で阪神が勝利した場合には、一部の試合でヒーローインタビュアーを兼務することになっているが、2021年シーズン終了までの時点では実現していない。その一方で、2021年からは、関西ローカル向けの阪神戦中継と連動した毎日放送YouTube公式チャンネルからのライブ配信企画にも随時出演。
- ランウェイで笑って - 「6着目」（第6話）と「10着目」（第10話）に声の出演（須東 晴香役）[37]
- コトノハ図鑑→「へぇ～のコトノハ」（不定期）
  - 所属する毎日放送アナウンサー室の企画で、2018年7月から2020年3月まで『コトノハ図鑑』（事前収録のレギュラー番組）として放送された後に、2020年4月から2021年3月まで「へぇ～のコトノハ」（『ちちんぷいぷい』月・水曜日→水曜日のレギュラーコーナー）へ移行。
  - 2018年4月28日に放送された『コトノハ図鑑』のパイロット版では、森本尚太・玉巻と共に進行役を担当。同年7月のレギュラー化以降も、出演の機会が多かった。
    - 『ランウェイで笑って』声優オーディションへの合格を受けて、2019年12月15日放送分（「声優のコトノハ」）では、声優としての基礎トレーニングからアフレコデビューまでの模様に先輩アナウンサーの亀井希生が密着した映像や、藤林が実際に声を吹き込んだシーンの映像が紹介された。

  - 「へぇ～のコトノハ」については、月曜日の夕方にMBSラジオで生放送のレギュラー番組が集中していることから、主に水曜放送分でスタジオでの調査報告を担当。2020年10月改編で放送曜日が水曜日に集約されてからも、頻繁に出演していた。
- 大阪マラソン中継 - 2016年の第6回大会から、MBSテレビ制作分の中継で、森本尚太と共に沿道リポートを担当。
- あさチャン!（TBSテレビ制作の全国ネット番組）
  - 2016年12月30日（金曜日）放送分の「あさチャン!天気」（天気予報コーナー）および「列島中継」で、毎日放送のサービスエリア・京都市内からの全国向け生中継[38] へリポーターとして登場。テレビ・ラジオを通じての全国ネット番組デビューを果たした。以降も、サービスエリア内の関西地方から生中継を実施する場合には、リポーターを務めている。2017年5月1日（月曜日）には、通天閣近辺のロケでぐでたまダンスを踊った映像が、TBS系列局アナウンサーによるゴールデンウィーク特別企画の第1弾として放送された[39]。
  - 平日の宿直勤務に就く期間には、番組内の関西ローカルニュースを定期的に担当していた。
- よんチャンTV（2021年3月29日 - 2022年3月22日）
  - 毎日放送のアナウンサーによる日替わりロケ企画（「アナおび」）で、火曜分のリポーターをレギュラーで担当。番組の開始当初は、他の曜日でも「なんで?らいよん」（視聴者などから寄せられた疑問を調査する企画）のロケ調査パートでリポーターを務めることがあった。
- 皇室アルバム（2023年1月22日・29日※MBSでの放送日） - ナレーター
  - 当時ナレーターを務めていた高井の体調不良（詳細前述）を受けて、第3221集（「佳子さま 28歳に」）と第3222集（「歌会始の儀」）で担当。
- 医のココロ（2023年6月18日 - 9月10日※最終担当日） - ナビゲーター
  - 高井の後任扱いで、他の先輩アナウンサー（武川智美・古川圭子・松川浩子・上田悦子・西村麻子）と交互に担当。
- イマドキめくる!?（2024年1月19日 - 2025年3月28日） - 後輩のアナウンサー（山崎香佳・中野広大など）と共同でMCを担当
  - 「イマドキ」（最新のエンタテインメントやサービス）に関する情報を日本全国から1ヶ月単位で紹介する番組で、金曜日の9:55 - 10:24に月1回のペースで放送。ナレーション以外でテレビ番組にレギュラーで出演することは、毎日放送からの休職に伴う『せやねん!』からの一時降板（2022年3月）以来1年10ヶ月振りである。

#### ラジオ
- 上泉雄一のええなぁ!（2016年4月 - 2021年3月29日）
  - 当初は水・木曜日のみ、玉巻などの同僚アナウンサーと交互に、「知ってええなぁ!ちなみNEWS」（16時台前半）を進行。木曜日に出演した場合には、「発令!テンション下がる注意報」（16時台後半）の進行役も務めた。2017年4月からは、玉巻と交互に、隔週金曜日の「知ってええなぁ!ちなみNEWS」も担当。2017年10月2日からは、出演日を毎週月曜日へ集約させるとともに、同コーナーと「お父さんのためのトレンディ講座」（16時台後半：2019年3月25日で終了）の進行役を務めた。
  - 2019年1月7日からは、前年まで上泉と月曜パートナー・金村義明（MBSラジオ野球解説者）だけで進行していた「週刊カネスポ」（17時台前半）にも出演。2019年度のプロ野球シーズンには、『ミント!』の16時台前半で「ぶち破れ!私、藤林虎子になります!!」（前述）を放送する場合に、「知ってええなぁ!ちなみNEWS」と「週刊カネスポ」の合間を縫う格好で『ミント!』に出演していた。
  - レギュラー陣へ加わる前の2015年9月14日（月曜日）放送分にも、「オヤジ向上委員会」（16時台後半のコーナー）の進行を担当していた当時の先輩アナウンサー・前田阿希子が夏季休暇で休演したことから、玉巻と共に同コーナーへ出演。2017年4月10日（月曜日）放送分では、休暇を取得していた前田に代わって、「知ってええなぁ!ちなみNEWS」「オヤジ向上委員会」の進行を担当した[40]。
  - 2017年度以降は、上泉の夏季休暇中の月曜日に、『藤林温子のええなぁ!』と改題したうえでパーソナリティ代理を務めている。2019年度（9月9日放送分）については、『ミント!』への生出演で中座した時間帯の進行を仙田和吉（新人時代から懇意にしていた当時の先輩アナウンサー）に委ねた関係で、『藤林温子と仙田和吉のええなぁ!』というタイトルで放送。
  - 結婚後初めて出演した2020年9月14日放送分で、結婚をリスナーへ改めて報告するとともに、夫の伊織が電話で出演。藤林家へ婿入りしたことを初めて公表した[11]。当時は杉本青空（からし蓮根における伊織の相方）が毎週木曜日のコーナーをレギュラーで担当していて、上泉が夏季休暇を取得していた9月10日（木曜日）放送分には伊織もスタジオへ出演していたが、この時点では藤林との交際や共同生活などの事実を伏せていた。
  - 放送枠が平日の早朝（6・7時台）に移った2021年10月から金曜日のパートナーを務めている前田春香が、発声の不調から喉の治療へ専念すべく2023年5月9日から7月31日までアナウンス業務を休止していたことを受けて、同年5月12日から8月25日までは毎週金曜日に「パートナー代理」として出演していた。
- MBSラジオ 100年への物語（2016年10月2日 - 12月25日）　-　 玉巻・森本尚太と交互に出演
- スマラジw金曜日「ナジャとアナの虹色レインボー」（2017年2月3日、パートナー） - 通常は、シフト勤務の一環で、20時台に番組内の「MBSニュース」を担当。
- ○月○日はじまりました（2017年4月 - 2018年3月） - 玉巻・森本尚太と交互に、週替わりでパーソナリティを担当。
- MBSラジオ演芸 ヤングスネーク杯（芸歴5年以内のお笑い芸人を対象にした演芸コンテスト） - 2016年の第5回大会から、笑い飯と共に司会を担当。
- あどりぶラヂオ
  - 2018年5月16日から、水曜日に不定期で放送されていた「アツコの知りたい世界」（事前収録によるワンマンDJ形式の冠コーナー）を担当。2019年1月4日放送分の「MBSアナウンサースペシャル」（アナウンサーによるパーソナリティリレー企画）にも出演した。同年3月1日放送分で、全編（生放送パート）のパーソナリティを初めて担当。
- 日本盛Presents 立ち呑みだいきち!（2017年10月 - 2018年3月、ナレーター）
- おとなの駄菓子屋（2018年1月からナレーターを担当）
  - ナレーターへ起用される前の2017年2月12日放送分にも、玉巻と共にゲスト出演。『ちちんぷいぷい』の初代総合司会を務めたパーソナリティの角淳一（毎日放送出身のフリーアナウンサー）と、テレビ・ラジオ番組を通じて初めての共演を果たした。
- ニューラジオスター大集合2018 (2018年1月1日2:00 - 4:55)　-  MBSラジオにおける2018年最初の生放送番組で、進行を担当。
- 辻憲の「コレだけ」ラジオ（2018年2月25日から2019年2月25日まで不定期で放送）
  - 辻憲太郎（毎日放送局報道局解説委員）が2017年10月から2019年3月まで『ちちんぷいぷい』で担当していた「辻憲の『コレだけ』ニュース」（月 - 水曜日のニュース解説コーナー）のラジオ版で、奥田修二（学天即）や新山士彦（さや香）と共にパートナーとして出演。
- 子守康範 朝からてんコモリ!
  - 放送期間中は、宿直（または早朝）勤務の一環で番組内の『MBSニュース』を随時担当。2019年の夏季からは、本来のアシスタントが休演する場合に、アシスタント代理を務めることがあった[41]。
- こんちわパラちゃん年の瀬ですょ!（2018年12月31日の10:30 - 17:35に生放送の年末特別番組） - 『夜はこれから!』で共演しているパラちゃん（メッセンジャーあいはら）の冠番組で、一部の時間帯に出演。
- 月刊!ヨーロッパ2019年新年特大号（2019年1月3日の10:30 - 12:35に放送されたヨーロッパ企画の新春特別番組）
- MBSアナウンサー松川・藤林・山崎の韓国学ばナイト
  - 2020年12月1日の「ナイト」（20:00 - 21:00）にMBSラジオのYouTube公式チャンネルでライブ配信を実施してから、同月30日の14:30 - 15:00にダイジェスト音源を放送した韓国情報番組で、同僚アナウンサーの松川浩子・山崎香佳と共演。
- 北野誠の茶屋町怪談 - 「2020年夏」（2020年7月27日放送分）から、玉巻に代わって進行役を担当。
- 次は〜新福島!＝第4章・冬将軍＝（2021年1月6日）
  - 先輩アナウンサーの福島暢啓がパーソナリティを務めるナイターオフ期間限定番組で、「皆の者、将軍にシタってちょーだい!」（水曜日20時台のゲストコーナー）に出演。本番前には、先輩アナウンサー・松本麻衣子の代役で『上泉雄一のええなぁ!』内の「知ってええなぁ!ちなみNEWS」も担当した。
- 地方創生プログラム ONE-J（TBSラジオの制作・MBSラジオを含むJRN32局ネットの生放送番組） - 2023年9月24日放送分9時台「ザ・ラリチャレツアー2023」に、MBSラジオの代表として電話によるリポートを担当。
- 中西正男のエラいすんまへん… 2022年12月11日と2023年7月24日の特別番組時代にパートナーとして出演した。

以下の番組にはいずれも、不定期で出演。
- 松井愛のすこ～し愛して♥
  - 通常は、シフト勤務の一環で、番組内の「MBSニュース」（主に11時台）を随時担当する。
  - 先輩アナウンサーでもある松井愛が夏季休暇に入っていた2016年8月11日（木曜日・山の日）には、『藤林温子のすこ〜し愛して♥』というタイトルで、松井に代わってパーソナリティを務めた。藤林がラジオ番組でパーソナリティを任されるのは、毎日放送への入社後初めてであった。以降も、松井の夏季休暇期間中に、パーソナリティ代理を随時担当。
- 新・りえ○のトレンドジャンキー（2021年1月から2022年3月まで毎週日曜日の深夜に放送）